# Beata Zielińska
Beata Zielińska, z d. Mól (ur. 26 stycznia 1970 w Oświęcimiu) – polska łyżwiarka figurowa, mistrzyni i reprezentantka Polski.

## Kariera sportowa
Była zawodniczką Unii Oświęcim. W 1990 została indywidualną mistrzynią Polski, w 1992 i 1993 zwyciężyła na mistrzostwach Polski w konkurencji par sportowych (w obu startach z Mariuszem Siudkiem), z tym, że w 1992 nie przyznano w tej konkurencji tytułu mistrza Polski. Była też wicemistrzynią Polski indywidualnie (1991) oraz mistrzynią Polski juniorek indywidualnie (1986),
Na mistrzostwach świata w 1993 zajęła 17. miejsce w konkurencji par sportowych (z Mariuszem Siudkiem). Na mistrzostwach Europy w 1990 zajęła indywidualnie 26. miejsce, w 1992 była dziesiąta, a w 1993 - dziewiąta w konkurencji par sportowych (w obu startach z Mariuszem Siudkiem).

## Wybrane osiągnięcia
| Zawody międzynarodowe | Zawody międzynarodowe | Zawody międzynarodowe | Zawody międzynarodowe | Zawody międzynarodowe | Zawody międzynarodowe |
| Zawody | 1986                  | 1990                  | 1991                  | 1992                  | 1993                  |
| --- | --------------------- | --------------------- | --------------------- | --------------------- | --------------------- |
| Mistrzostwa świata |                       |                       |                       |                       | 17                    |
| Mistrzostwa Europy |                       | 26                    |                       | 10                    | 9                     |
| Zawody krajowe |                       |                       |                       |                       |                       |
| Mistrzostwa Polski | 1 J.                  | 1                     | 2                     |                       | 1                     |
| J.: poziom Juniora lata 1986-1991 - starty indywidualne lata 1992-1993 - starty w parach sportowych z Mariuszem Siudkiem |                       |                       |                       |                       |                       |